# Bükköspatak
Bükköspatak (ukránul: Буковець) település Ukrajnában, Kárpátalján, a Huszti járásban.

## Fekvése
A Szolyvai-havasok alatt, Iszkától délre, Repenyétől 12 km-rel északra fekvő település.

## Története
Bükköspatak nevét 1649-ben említette először oklevél Bukouecz, majd Bukovicza néven.
A falu a Verhovinán, Kelecsénytől nyugatra a Lipcseiek telepítése, és 1649-ben már négy birtokosa is volt.
A 20. század elején Máramaros vármegye Ökörmezői járásához tartozott. 1910-ben 754 lakosából 8 magyar, 49 német, 697 ruszin volt. Ebből 703 görögkatolikus, 48 izraelita volt.
1991-ben 700 körüli lakosa és helyi tanácsa is volt.

## Nevezetességek
- Görögkatolikus fatemploma és harangtornya - a 18. században Mihály arkangyal tiszteletére épült.

A templom hosszúhajós elrendezésű, hármas tömegtagolódású. Kettőzött tetőzete és tornáca van. Tornyát, mely a bejárat felett a tetőzet folytatásaképpen emelkedik ki, kettős, lámpásos hagymasisak fedi. A templomtól északnyugatra áll a harangtorony, mely kétszintes  négyzetes alaprajzú, sátortetős épület.